# 다쿠아즈
다쿠아즈(프랑스어: dacquoise)는 아몬드나 개암으로 만든 머랭과 크림, 버터크림을 이용해 만든 디저트 케이크이다. 다쿠아즈라는 이름은 '닥스의'라는 뜻의 여성형 프랑스어 단어인 dacqoise에서 따왔다. 참고로 닥스는 프랑스 남부에 위치한 마을이다. 보통 차게 보관해서 과일과 함께 먹는다. 이외에 아몬드와 개암 머랭, 초콜릿 버터크림을 주재료로 하여 긴 직사각형 모양으로 만든 특별한 다쿠아즈는 마졸렌(프랑스어: marjolaine) 이라고 부른다.
다쿠아즈라는 단어는 호두 머랭을 가리키는 말로도 쓰인다.

## 같이 보기
- 키이우 케이크